# Britta Knöller
Britta Knöller (* 29. Januar 1975 in Pointe-Claire, Québec, Kanada) ist eine deutsche Filmproduzentin.

## Leben
Britta Knöller studierte von 1994 bis 1998 an der Friedrich-Alexander-Universität Erlangen und an der University of Glasgow im Hauptfach Theater-, Film- und Fernsehwissenschaften. Sie lebt in Berlin.
Von 1998 bis 2001 arbeitete sie als Produktions- und Regieassistentin für Filme von Hans-Christian Schmid, Stefan Ruzowitzky, Rainer Kaufmann, Gregor Schnitzler und Sabiha Sumar. Danach war sie drei Jahre lang Assistentin der Produzentin Maria Köpf bei der Filmproduktion X Filme creative pool.
2005 übernahm Britta Knöller die Postproduktionskoordination von Hans-Christian Schmids Film Requiem.
Seit 2005 ist sie Produzentin und Mitgesellschafterin der 23/5 Filmproduktion GmbH mit Sitz in Berlin.
Ihr erstes Projekt als Produzentin, Am Ende kommen Touristen von Robert Thalheim, hatte seine Uraufführung im Mai 2007 bei den Internationalen Filmfestspielen von Cannes in der Reihe »Un Certain Regard«. Der Film wurde beim Deutschen Filmpreis 2008 in der Kategorie Bester Spielfilm nominiert.
Britta Knöller produzierte außerdem den Dokumentarfilm Die wundersame Welt der Waschkraft von Hans-Christian Schmid sowie die internationalen Koproduktionen Sturm und die französisch-deutsche Koproduktion La Lisière – Am Waldrand.
Für Sturm wurde sie beim Deutschen Filmpreis 2010 zusammen mit Hans-Christian Schmid in der Kategorie Bester Spielfilm in Silber ausgezeichnet.
2016 fanden die Dreharbeiten zur achtteiligen abgeschlossenen Krimiserie Das Verschwinden von Hans-Christian Schmid in Bayern, Tschechien und Berlin statt.
2017 betreute Britta Knöller den Kinospielfilm Atlas von David Nawrath, der bei den Internationalen Hofer Filmtagen 2018 Premiere hatte und im April 2019 ins Kino kam. Im Frühsommer 2018 produzierte sie zusammen mit Hans-Christian Schmid den RBB-Fernsehfilm Polizeiruf 110: Der Fall Sikorska.
Britta Knöller ist Mitglied der Deutschen Filmakademie.

## Filmografie
- 2006: Requiem
- 2007: Am Ende kommen Touristen
- 2009: Die wundersame Welt der Waschkraft
- 2009: Sturm
- 2010: La Lisière – Am Waldrand
- 2011: Was bleibt
- 2017: Das Verschwinden (Fernsehserie)
- 2018: Atlas
- 2018: Polizeiruf 110: Der Fall Sikorska (Fernsehfilm)
- 2022: Wir sind dann wohl die Angehörigen

## Auszeichnungen
- 2007 VGF-Nachwuchsproduzentenpreis für Am Ende kommen Touristen
- 2008 Nominierung zum Deutschen Filmpreis 2008 für Am Ende kommen Touristen
- 2009 Amnesty International Filmpreis, Preis der Gilde deutscher Filmkunsttheater und Leserpreis der Berliner Morgenpost (jeweils im Rahmen der Berlinale 2009) für Sturm
- 2009 Nominierung PRIX LUX 2009 (Filmpreis des Europäischen Parlaments) für Sturm
- 2009 Bernhard-Wicki-Filmpreis – Die Brücke – Der Friedenspreis des Deutschen Films 2009 für Sturm
- 2010 Preis der deutschen Filmkritik für Sturm in der Kategorie Bester Schnitt, Hansjörg Weißbrich; Nominierungen in den Kategorien Bester Spielfilm, Bestes Drehbuch und Beste Kamera
- 2010 Deutscher Filmpreis 2010 für Sturm in den Kategorien Bester Spielfilm in Silber für Britta Knöller und Hans-Christian Schmid, Bester Schnitt für Hansjörg Weißbrich, Beste Filmmusik für The Notwist; weitere Nominierungen in den Kategorien Bestes Drehbuch und Beste Regie